# François d’Aguilon

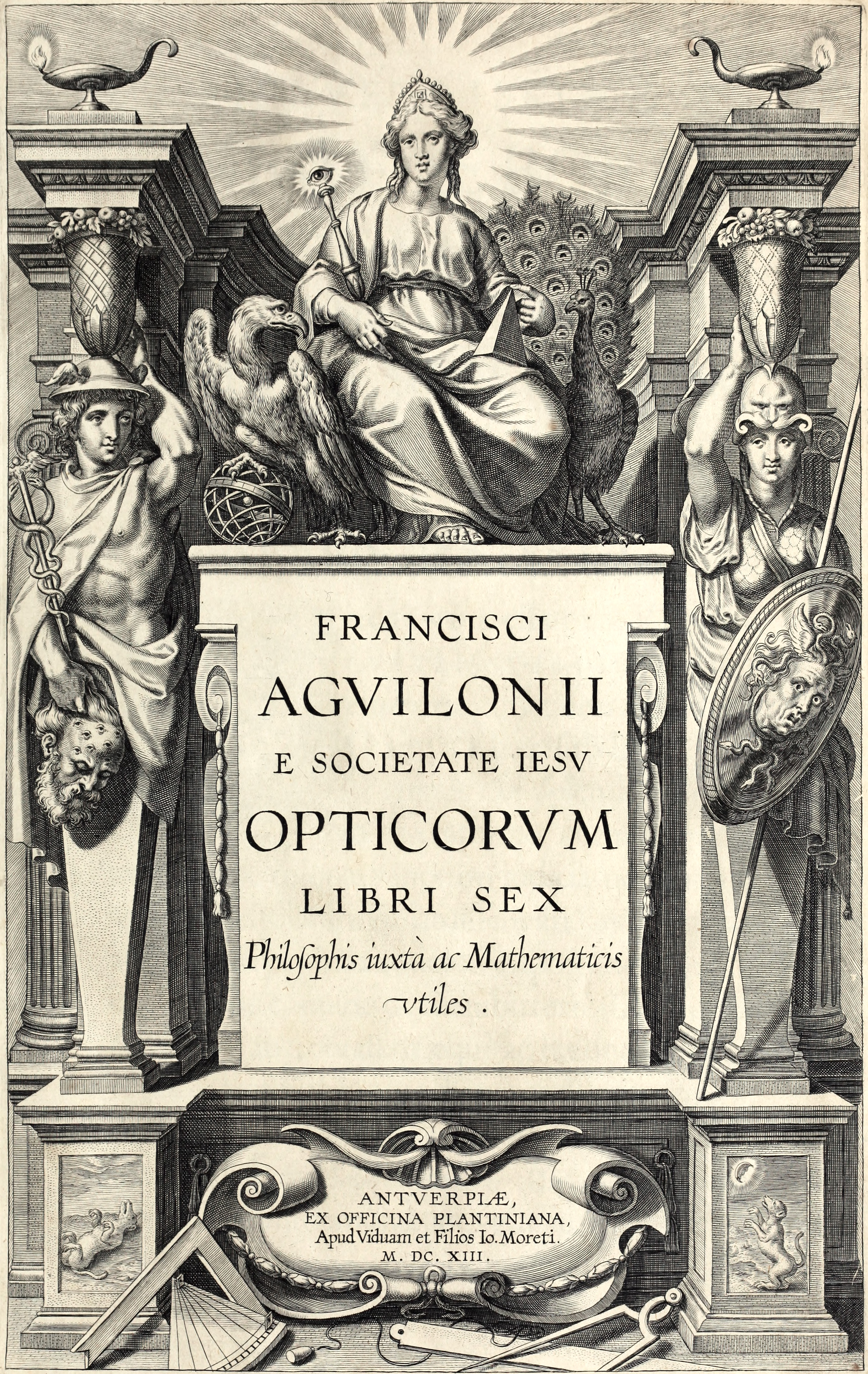
Opticorum libri sex, 1613

François d’Aguilon (más néven d’Aguillon vagy Aguilonius; Brüsszel, 1567. január 4. – Tournai, (Belgium), 1617. március 20.) belga matematikus és fizikus.
1586-ban jezsuita lett. 1611-ben Antwerpenben elindított egy speciális matematikai iskolát, melynek célja az volt, hogy folytonossá tegye a matematika kutatását és tanulmányozását a jezsuita társaságban. Az iskola kinevelt néhány neves, geometriával foglalkozó tudóst, például André Tacquet-t és Jean-Charles de la Faille-t. D’Aguillon könyve, az Opticorum Libri Sex philosophis juxta ac mathematicis utiles („Az optika hat könyve, mely hasznos a filozófusoknak és matematikusoknak is”) 1613-ban jelent meg Antwerpenben; az illusztrációkat a híres festő, Peter Paul Rubens készítette. Ez a mű több tudós munkáit is inspirálta, például Gérard Desargues-ét és Christiaan Huygensét, valamint nevezetes még arról, hogy leírta a sztereografikus projekció alapelveit.